# Lännäs landskommun
Lännäs landskommun var en tidigare kommun i Örebro län.

## Administrativ historik
Den bildades då 1862 års kommunalförordningar trädde i kraft, i Lännäs socken i Askers härad i Närke. 
Vid kommunreformen 1952 uppgick den i storkommunen Askers landskommun. Området ingår numera i Örebro kommun sedan 1970-talet.

## Politik

### Mandatfördelning i Lännäs landskommun 1938-1946
| 7 | 1 | 12 |

| 20 |

| 8 | 12 |

| 20 |

| 8 | 6 | 5 | 1 |

| 20 |